# تشارلز إي. بينيت
تشارلز إي. بينيت (بالإنجليزية: Charles Edward Bennett)‏ هو محامي وسياسي أمريكي، ولد في 2 ديسمبر 1910 في الولايات المتحدة، وتوفي بنفس المكان في 6 سبتمبر 2003. حزبياً، نشط في الحزب الديمقراطي. في انتخابات مجلس النواب الأمريكي 1990 ‏، انتخب عضو مجلس النواب الأمريكي عن دائرة Florida's 3rd congressional district ‏ وقد انضم خلال فترته النيابية ‏ (3 يناير 1991 – 3 يناير 1993)  للكتلة البرلمانية الحزب الديمقراطي وانتخب عضو مجلس نواب فلوريدا ( – 1941) وانتخب عضو مجلس النواب الأمريكي.